# Sverige ved sommer-OL 1912
Sverige ved sommer-OL 1912. Sportsudøvere fra Sverige deltog i flere sportsgrene under Sommer-OL 1912 i Stockholm. Sverige blev næst bedste nation med 24 guld-, 24 sølv- og 17 bronzemedaljer. 

## Medaljer
| 1912 Stockholm | Guld | Sølv | Bronze | Total |
| Sverige        | 24   | 24   | 17     | 65    |

### Medaljevinderne
| Sverige under OL 1912 i Stockholm | Sverige under OL 1912 i Stockholm | Sverige under OL 1912 i Stockholm | Sverige under OL 1912 i Stockholm            | Sverige under OL 1912 i Stockholm |
| Medaljer                          | Udøver | Sport                             | Øvelse                                       | Resultat                          |
| --------------------------------- | --- | --------------------------------- | -------------------------------------------- | --------------------------------- |
| Guld                              | Erik Adlerz | Udspring                          | tårnspring                                   | 73,94 point                       |
| Guld                              | Erik Adlerz | Udspring                          | 5 og 10 meter tårnspring                     | 40,0 point                        |
| Guld                              | Carl Bonde på "Emperor" | Hestesport                        | Dressur                                      | 15                                |
| Guld                              | Vilhelm Carlberg | Skydning                          | 25 m riffel, forsvindende mål                | 242 point                         |
| Guld                              | Claes Johansson | Brydning                          | græsk-romersk stil, mellemvægt               |                                   |
| Guld                              | Greta Johansson | Udspring                          | tårnspring, damer                            | 39,9 point                        |
| Guld                              | Eric Lemming | Atletik                           | Spydkast, mænd                               | 60,64 meter                       |
| Guld                              | Gösta Lilliehöök | Moderne femkamp                   | Moderne femkamp, individuelt                 |                                   |
| Guld                              | Gustaf Lindblom | Atletik                           | trespring, mænd                              | 14,76 meter                       |
| Guld                              | Åke Lundeberg | Skydning                          | 100 m løbende hjort, dobbeltskud             | 79 point                          |
| Guld                              | Axel Nordlander på "Lady Artist" | Hestesport                        | Military                                     | 46,59                             |
| Guld                              | Alfred Swahn | Skydning                          | 100 m løbende hjort, enkeltskud              | 41 point                          |
| Guld                              | Hugo Wieslander | Atletik                           | Tikamp                                       | 7724,495                          |
| Guld                              | Hjalmar Andersson John Eke Josef Ternström | Atletik                           | terrænløb hold, mænd                         | 10                                |
| Guld                              | Mauritz Eriksson Hugo Johansson Erik Blomkvist Carl Björkman Bernhard Larsson Gustaf Adolf Jonsson | Skydning                          | 300 m riffel, hold                           | 5655 point                        |
| Guld                              | Gustaf Lewenhaupt på "Medusa" Gustaf Kilman på "Gåtan" Hans von Rosen på "Lord Iron" Fredrik Rosencrantz på "Drabant" | Hestesport                        | Spring, hold                                 | 545                               |
| Guld                              | Axel Nordlander på "Lady Artist" Nils Adlercreutz på "Atout" Ernst Casparsson på "Irmelin" Henric Horn af Åminne på "Omen" | Hestesport                        | Military, hold                               | 139,06                            |
| Guld                              | Johan Hübner von Holst Eric Carlberg Vilhelm Carlberg Gustaf Boivie | Skydning                          | 25 m riffel bevægeligt mål, hold             | 925 point                         |
| Guld                              | Eric Carlberg Vilhelm Carlberg Johan Hübner von Holst Paul Palén | Skydning                          | 100 m løbende hjort enkeltskud, holdskydning | 151                               |
| Guld                              | Alfred Swahn Oscar Swahn Åke Lundeberg Per-Olof Arvidsson | Skydning                          | 30 m militærpistol, hold                     |                                   |
| Guld                              | Harry Rosenswärd Filip Ericsson Carl Hellström Herman Nyberg Harald Wallin Paul Isberg Erik Wallerius Humbert Lunden | Sejlsport                         | 10-meterklassen                              |                                   |
| Guld                              | Adolf Bergman Arvid Andersson Johan Edman Erik Fredriksson Carl Jonsson Erik Larsson August Gustafsson Herbert Lindström | Tovtrækning                       | Tovtrækning                                  |                                   |
| Guld                              | Erik Friborg Ragnar Malm Axel Persson Algot Lönn | Cykling                           | 320 km, hold                                 | 44.35.33,6                        |
| Guld                              | Per Bertilsson Carl-Ehrenfried Carlberg Nils Granfelt Curt Hartzell Osvald Holmberg Anders Hylander Axel Janse Boo Kullberg Sven Landberg Per Nilsson Benkt Norelius Axel Norling Daniel Norling Sven Rosén Nils Silfverskiöld Carl Silfverstrand John Sörenson Yngve Stiernspetz Carl-Erik Svensson Karl Johan Svensson Knut Torell Edward Wennerholm Claës-Axel Wersäll David Wiman | Gymnastik                         | Holdkamp (svensk system)                     | 937,46 point                      |
| Sølv                              | Anders Ahlgren | Brydning                          | græsk-romersk stil, let-sværvægt             |                                   |
| Sølv                              | Hjalmar Andersson | Atletik                           | terrænløb, mænd                              | 45.44,8                           |
| Sølv                              | Edward Benedicks | Skydning                          | 100 m løbende hjort, dobbeltskud             | 72 point                          |
| Sølv                              | Gustaf-Adolf Boltenstern på "Neptun" | Hestesport                        | Dressur                                      | 21                                |
| Sølv                              | Thor Henning | Svømning                          | 400 meter bryst, mænd                        | 6.35,6 min                        |
| Sølv                              | Johan Hübner von Holst | Skydning                          | 25 m riffel, forsvindende mål                | 233 point                         |
| Sølv                              | Hjalmar Johansson | Udspring                          | 5 og 10 meter tårnspring                     | 39,3 point                        |
| Sølv                              | Charles Lomberg | Atletik                           | Tikamp                                       | 7413,510                          |
| Sølv                              | Åke Lundeberg | Skydning                          | 100 m løbende hjort, enkeltskud              | 41 point                          |
| Sølv                              | Gustaf Malmström | Brydning                          | græsk-romersk stil, letvægt                  |                                   |
| Sølv                              | Paul Palén | Skydning                          | 30 m hurtigpistol                            | 286                               |
| Sølv                              | Lisa Regnell | Udspring                          | tårnspring, damer                            | 36,0 point                        |
| Sølv                              | Georg Åberg | Atletik                           | trespring, mænd                              | 14,51 meter                       |
| Sølv                              | Karl Gösta Åsbrink | Moderne femkamp                   | Moderne femkamp, individuelt                 |                                   |
| Sølv                              | Ivan Möller Charles Luther Ture Persson Knut Lindberg | Atletik                           | 4 x 100 m stafet, mænd                       | 42,6                              |
| Sølv                              | Thorild Ohlsson Ernst Wide Bror Fock Nils Frykberg John Zander | Atletik                           | 3000 m holdløb, mænd                         | 13                                |
| Sølv                              | Gunnar Setterwall Carl Kempe | Tennis                            | double mænd, indendørs                       |                                   |
| Sølv                              | Sigrid Fick Gunnar Setterwall | Tennis                            | mixeddouble                                  |                                   |
| Sølv                              | Arthur Nordenswan Eric Carlberg Ruben Örtegren Vilhelm Carlberg | Skydning                          | 50 m riffel hold                             | 748 point                         |
| Sølv                              | Georg de Laval Eric Carlberg Vilhelm Carlberg Erik Boström | Skydning                          | 50 m pistol, hold                            | 1849 point                        |
| Sølv                              | Edmund Thormählen Bengt Heymann Herbert Westmark Alvar Thiel Emil Henriques Nils Westermark | Sejlsport                         | 8-meterklassen                               |                                   |
| Sølv                              | "Roddklubben af 1912" Ture Rosvall William Bruhn-Möller Conrad Brunkman Herman Dahlbäck Wilhelm Wilkens | Roning                            | Firer med styrmand, inriggers                | 7.56,2 min                        |
| Sølv                              | Dick Bergström Per Bergman Folke Johnson Nils Persson Richard Sällström Kurt Bergström Erik Lindqvist Sigurd Kander Nils Persson Hugo Clason Nils Lamby | Sejlsport                         | 12-meterklassen                              |                                   |
| Sølv                              | Torsten Kumfeldt Harald Julin Max Gumpel Robert Andersson Pontus Hanson Vilhelm Andersson Erik Bergqvist | Vandpolo                          | Vandpolo                                     |                                   |
| Bronze                            | Erik Almlöf | Atletik                           | trespring, mænd                              | 14,17 meter                       |
| Bronze                            | Gustaf Blomgren | Udspring                          | tårnspring                                   | 69,56 point                       |
| Bronze                            | John Eke | Atletik                           | terrænløb, mænd                              | 46.37,6                           |
| Bronze                            | Gideon Ericsson | Skydning                          | 25 m riffel, forsvindende mål                | 231 point                         |
| Bronze                            | Gösta Holmér | Atletik                           | Tikamp                                       | 7347,855                          |
| Bronze                            | Johan Hübner von Holst | Skydning                          | 30 m hurtigpistol                            | 283                               |
| Bronze                            | John Jansson | Udspring                          | 5 og 10 meter tårnspring                     | 39,1 point                        |
| Bronze                            | Georg de Laval | Moderne femkamp                   | Moderne femkamp, individuelt                 |                                   |
| Bronze                            | Emil Magnusson | Atletik                           | Diskoskast (tohånds)                         | 77,37                             |
| Bronze                            | Edvin Matiasson | Brydning                          | græsk-romersk stil, letvægt                  |                                   |
| Bronze                            | Oscar Swahn | Skydning                          | 100 m løbende hjort, dobbeltskud             | 72 point                          |
| Bronze                            | Bertil Uggla | Atletik                           | Stangspring                                  | 3,80                              |
| Bronze                            | Georg Åberg | Atletik                           | Længdespring                                 | 7,18                              |
| Bronze                            | Sigrid Fick Gunnar Setterwall | Tennis                            | mixeddouble, indendørs                       |                                   |
| Bronze                            | Harald Sandberg Otto Aust Eric Sandberg | Sejlsport                         | 6-meterklassen                               |                                   |
| Bronze                            | Mauritz Eriksson Werner Jernström Carl Björkman Bernhard Larsson Tönnes Björkman Carl Hugo Johansson | Skydning                          | Armégevær, holdskydning                      | 1570 point                        |
| Bronze                            | Hans von Blixen-Finecke på "Maggie" | Hestesport                        | Dressur                                      | 32                                |